# Hồ Tuyết Nham

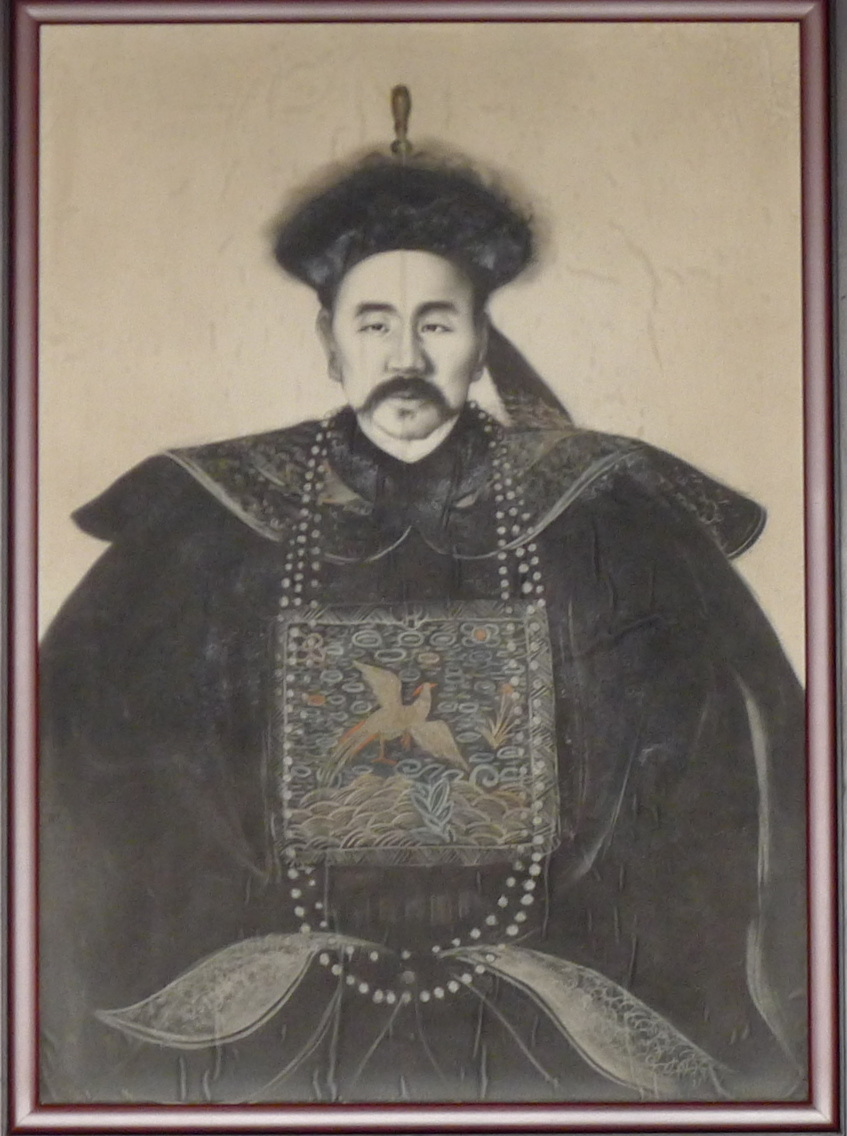
Chân dung Hồ Tuyết Nham

Hồ Quang Dung (29 tháng 9 năm 1823 – 6 tháng 12 năm 1885), tự Tuyết Nham, tên lúc nhỏ Thuận Quang,  là thương nhân mũ đỏ nổi danh cuối thời Thanh. Ông hoạt động tích cực trong lĩnh vực ngân hàng, bất động sản, vận tải biển và y học cổ truyền. Ông còn tham gia vào hoạt động buôn bán muối, trà, quần áo, ngũ cốc cũng như vũ khí. Ông là người duy nhất thuộc tầng lớp thương nhân thời Thanh được triều đình ban tặng mũ chóp đỏ, hàm nhị phẩm (二品; Èr pǐn) . Ông cũng là một trong số ít người được Từ Hi Thái hậu cho phép cưỡi ngựa trong Tử Cấm Thành.

## Tiểu sử

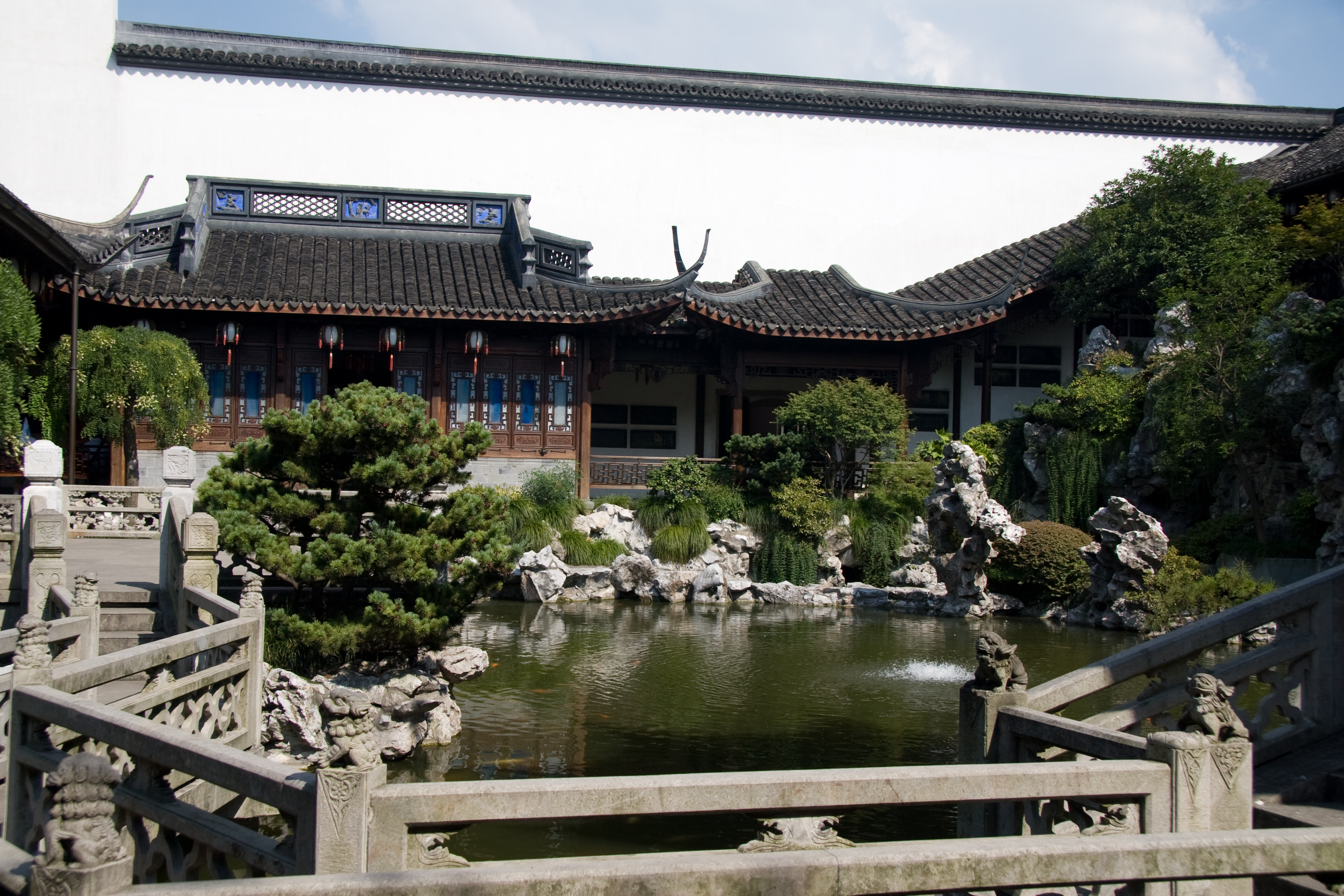
Nơi ở cũ của Hồ Tuyết Nham ở Hàng Châu, Chiết Giang.

Hồ Tuyết Nham chào đời năm 1823 tại huyện Tích Khê tỉnh An Huy, năm ông vừa tròn 14 tuổi đã phải chuyển đến Hàng Châu để học việc tại một tiền trang tư nhân mà sau này trở thành nền tảng của Tiền trang Phụ Khang (阜康錢莊). Trải qua một loạt biến cố, ở tuổi 26, ông kết thân với một tay trùm buôn muối địa phương tên gọi Vương Hữu Linh. Họ Hồ đã vay hối phiếu tiền trang lên tới 500 lạng bạc để giúp Vương mua được một chức quan. Điều này giúp củng cố mối quan hệ thân hữu và chính trị của Hồ Tuyết Nham mà về sau ông sẽ dựa vào trong quá trình lập nghiệp.
Mười hai năm sau, vào năm 1860, Vương trở thành Tuần phủ Chiết Giang. Để biết ơn sự giúp đỡ của Hồ ngay từ lúc đầu, Vương đã vận động tích cực để giúp Hồ thành lập thêm nhiều tiền trang tư nhân. Năm sau, loạn Thái Bình Thiên Quốc đã lan đến tận thành Hàng Châu. Hồ đã sử dụng ảnh hưởng đáng kể của mình để vận chuyển lương thực và vũ khí đến thành phố. Tuy nhiên, đến cuối năm, Hàng Châu thất thủ vì thiếu lương thực. Vương tự sát, khiến Hồ mất đi một trợ thủ đắc lực. Ở tuổi 39, Hồ cuối cùng đã kết giao với Tả Tông Đường, tân Tổng đốc Mân Chiết. Ông chiếm được lòng tin cậy của Tả Tông Đường bằng cách trả lương và khẩu phần ăn cho đạo quân của Tả Tông Đường. Sau này ông trở thành người tài trợ cho mọi nỗ lực quân sự của Tả Tông Đường.
Năm 1866, ông tài trợ cho Cục Thuyền chính Phúc Châu, xưởng đóng tàu và học viện hải quân hiện đại đầu tiên của Trung Quốc. Sau khi Tả Tông Đường nhận chức Tổng đốc Thiểm Cam, Hồ điều hành học viện hải quân thay mặt Tả Tông Đường. Để hỗ trợ cho việc di chuyển của đại quân dưới quyền Tả Tông Đường trong cuộc chinh phạt trấn áp loạn quân Hồi giáo ở Tân Cương và sau đó là người Nga (được gọi là Sự biến Y Lê), Hồ, khi đó đang phụ trách Cục Mua sắm và Vận tải Thượng Hải, đã quyên góp được tới 15.950.000 lượng bạc (600.000 kg) từ HSBC - khoản vay công đầu tiên của HSBC tại Trung Quốc. Kết quả là Tả Tông Đường đã giành chiến thắng và Hồ được triều đình trao tặng chiếc mũ chóp đỏ cho những nỗ lực của mình.
Trên đường đi, Hồ thành lập nhiều doanh nghiệp khác, từ ngân hàng đến hiệu cầm đồ. Sau khi được triều đình nhà Thanh công nhận thành tích, Hồ cũng bắt đầu tham gia nhiều hoạt động từ thiện hơn. Đóng góp nổi tiếng nhất của ông vẫn còn tồn tại cho đến ngày nay là hiệu thuốc Hồ Khánh Dư Đường. Khi đó cửa hiệu này nổi tiếng với chất lượng y học không khoan nhượng, cách đối xử có đạo đức với khách hàng và dịch vụ chăm sóc sức khỏe giá rẻ. Người ta nói rằng chính Hồ đã đích thân đổi thuốc cho một nông dân sau khi bị phàn nàn về chất lượng. Chính đạo đức kinh doanh của Hồ đã làm rạng danh tiếng tăm của chính ông.
Về sau, Hồ cố gắng dồn ép việc buôn bán tơ lụa, dẫn đến cuộc tẩy chay do người Pháp đứng đầu. Năm 1883, sau khi bị buộc phải bán lụa, ông bắt đầu gặp vấn đề về dòng tiền. Ngân hàng của ông bị phá sản và cuối cùng ông nộp đơn xin phá sản vào năm 1884. Trong vòng một năm, Hồ Tuyết Nham qua đời vì mắc chứng trầm cảm ở tuổi 62.
Nơi ở cũ của Hồ Tuyết Nham hiện là một điểm thu hút khách du lịch ở Hàng Châu. Nó được mở cửa cho công chúng vào năm 2001 từ sau quá trình trùng tu.

## Thành tựu
Hồ Tuyết Nham khá nổi tiếng ở Trung Quốc hiện nay vì những thành tựu này:
- Tài trợ cho việc hiện đại hóa quân đội nhà Thanh
- Thành lập hiệu thuốc Hồ Khánh Dư Đường
- Thu thập di sản văn hóa từ bên ngoài Trung Quốc (chủ yếu là Nhật Bản)
- Đạo đức của thương nhân trong kinh doanh

## Truyền thông
- Bát nguyệt quế hoa hương (八月桂花香) - Phim truyền hình Đài Loan
- Hồng đỉnh thương nhân (红顶商人) - Phim truyền hình Trung Quốc dài 25 tập